# Masevaux-Niederbruck
Masevaux-Niederbruck é uma comuna francesa na região administrativa do Grande Leste, no departamento do Alto Reno. Estende-se por uma área de 26.99 km², e possui 3.759 habitantes, segundo o censo de 2018, com uma densidade de 140 hab/km².
Foi criada, em 1 de janeiro de 2016, a partir da fusão das antigas comunas de Masevaux e Niederbruck.